# Canal latéral à l'Elbe

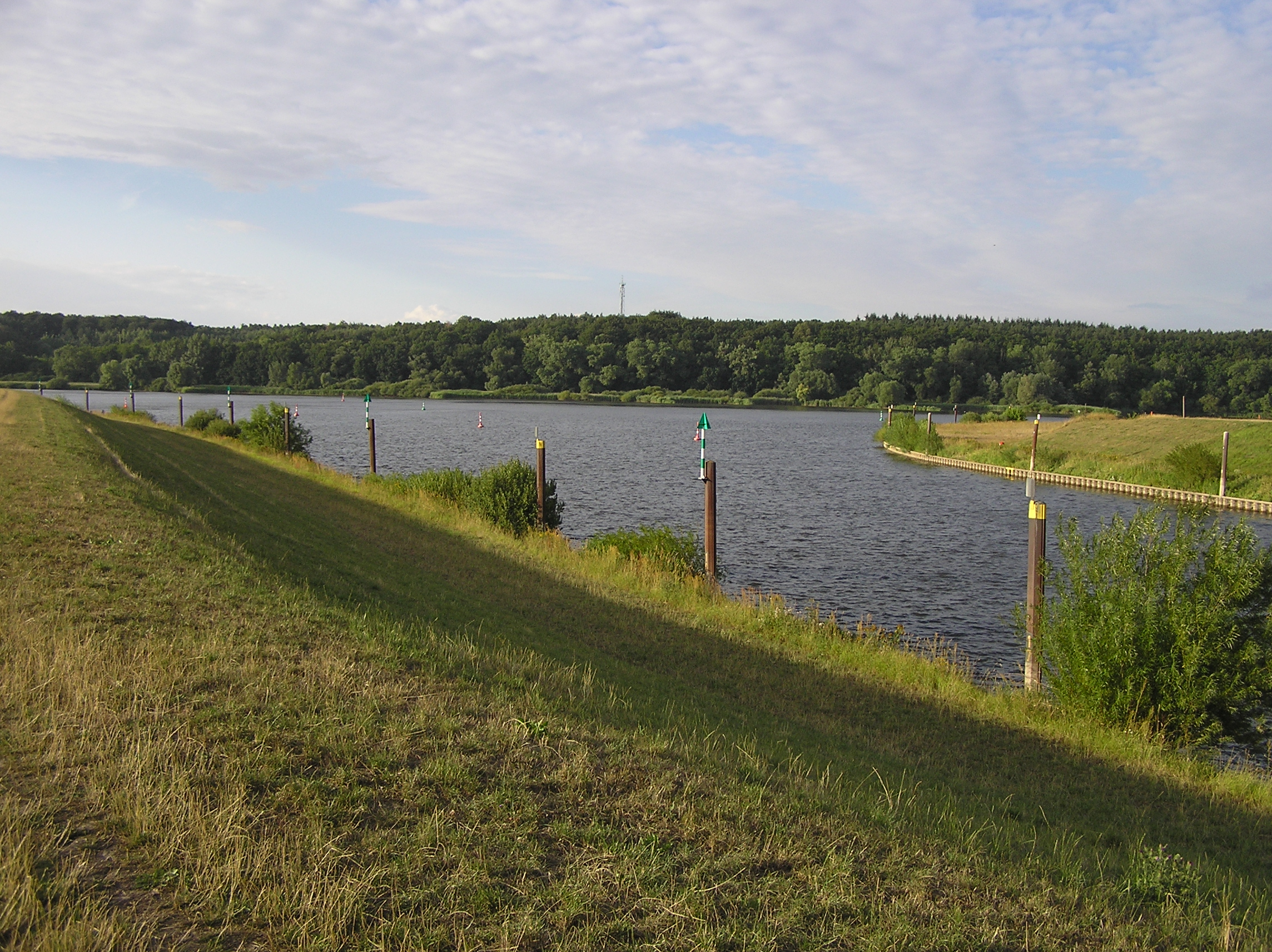
Débouché du canal dans l'Elbe (en direction du Nord)

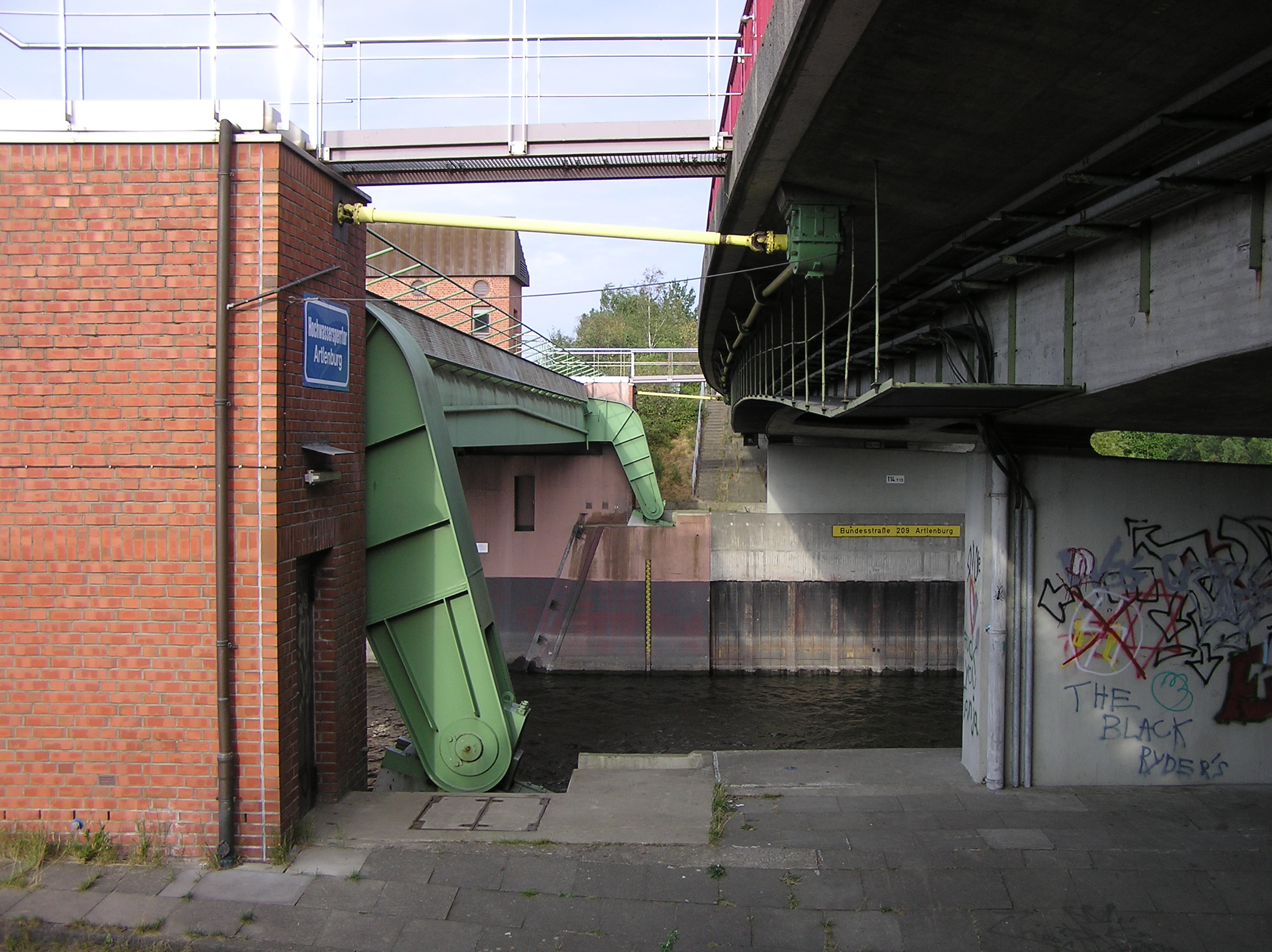
Le barrage B209 d'Artlenburg

Le canal latéral à l'Elbe (ESK) est une voie navigable fédérale du land Basse-Saxe, reliant le port d'Edesbüttel (PK 233,65, à l'ouest de Wolfsburg) sur le Mittellandkanal, au port d’Artlenburg sur l'Elbe  (PK Elbe 572,97). Il a été inauguré le 15 juin 1976, au terme d'un chantier de huit années, par le ministre des Transports Kurt Gscheidle, le bourgmestre de la ville hanséate de Hambourg Hans-Ulrich Klose et le ministre-président de Basse-saxe Ernst Albrecht. L'exploitant de l'ESK est le Service de la Navigation d'Uelzen.

## Ses missions

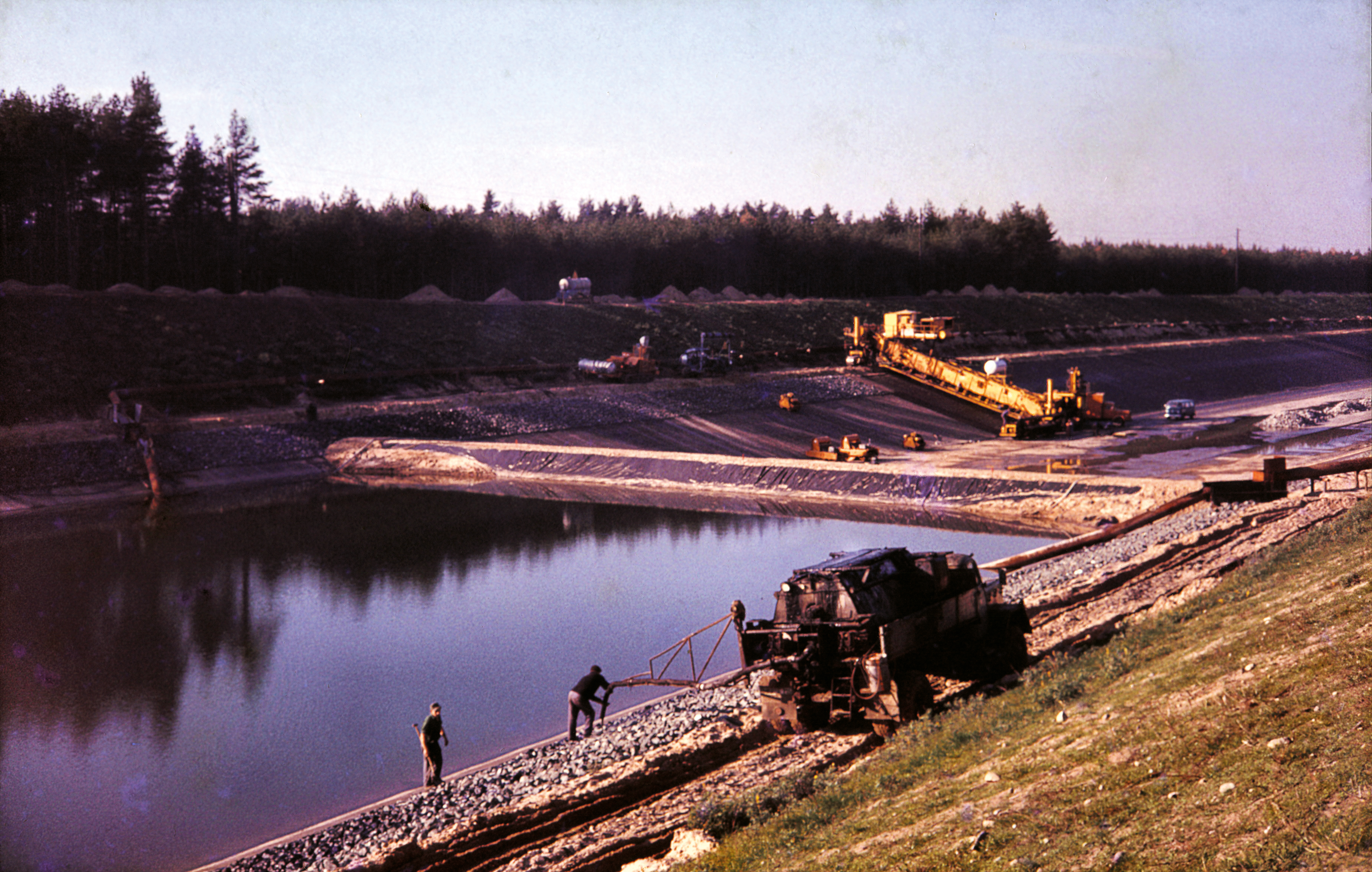
Le canal latéral à l'Elbe en construction à Lunebourg (septembre 1971).

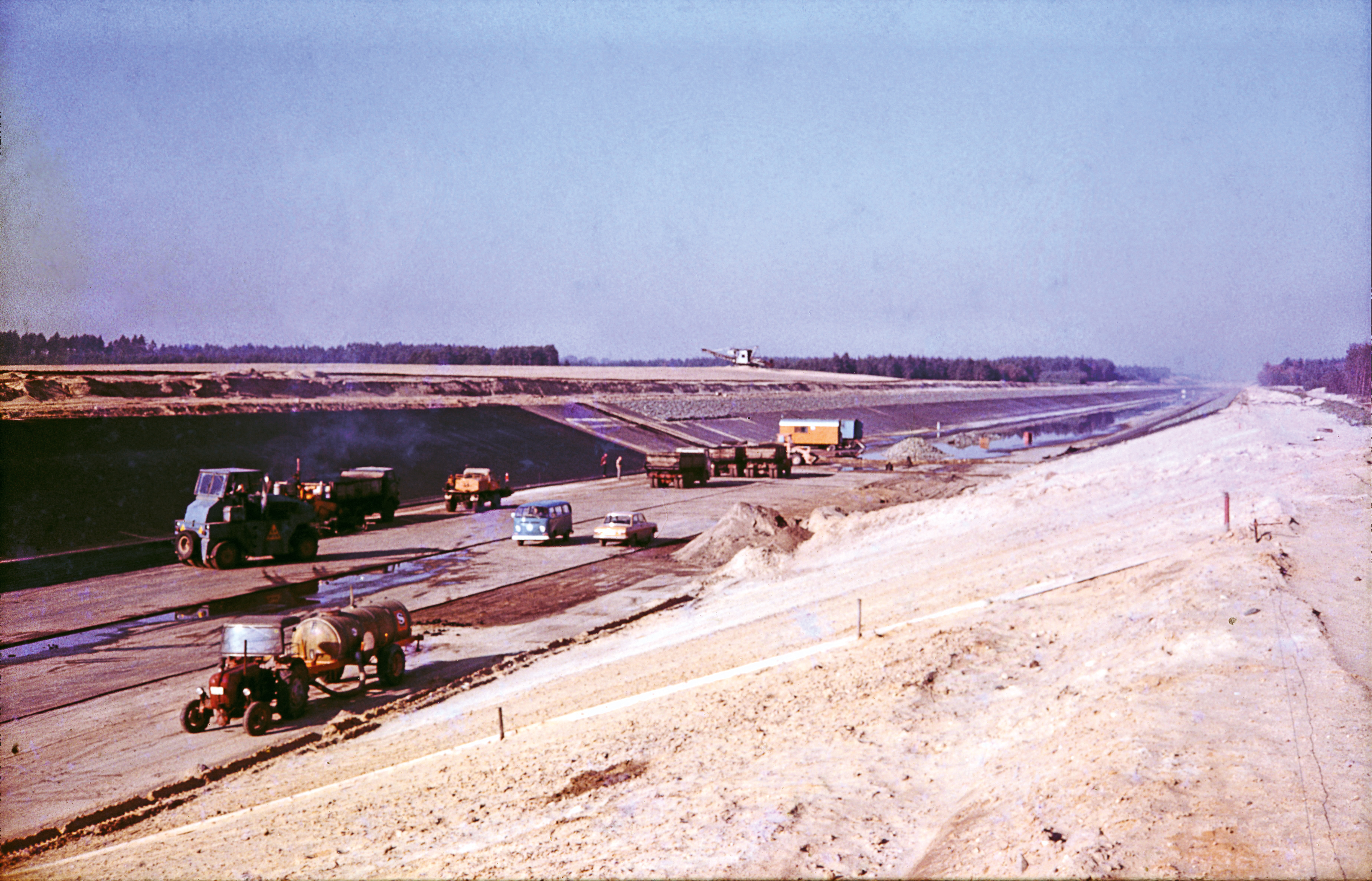
Le canal latéral à l'Elbe en 1971 : la cuvette avant sa mise en eau.

Le projet de canalisation visait à relier, entièrement sur le territoire ouest-allemand, l'Elbe au Mittellandkanal, puisque la liaison fluviale originelle, la « Croix de Magdebourg », se trouvait à l'époque du Rideau de fer en RDA. En outre, ce canal créait un obstacle aux divisions blindées du Bloc de l'Est. Les talus de berge devaient être terrassés de manière à ralentir les blindés venant de l'Est, alors que côté ouest ils étaient par endroits carrossables. Plusieurs ponts portent encore des trous de mine, et les buses sous-fluviales sont encore équipées de chevaux de frise antichar. Les principaux bénéficiaires de cette infrastructure de transport étaient Salzgitter AG (alors encore nationalisée) et l'industrie du bassin Hanovre-Brunswick.
Pour la réalisation du canal, et notamment la constitution des digues hautes de 6 m, il a fallu dépoter d'énormes quantités de sable : il a été extrait par dragage des rivières environnantes, formant des gravières utilisées depuis comme lacs de baignade, comme le Bernsteinsee ou le lac de Tankum.
Le 18 juillet 1976, quelques semaines après l'inauguration du canal, une digue s'est rompue dans le faubourg d'Erbstorf de la commune d’Adendorf, voisine de Lunebourg, juste au sud de l'ascenseur de Scharnebeck. Près de 15 km2 ont été submergés par 4 000 000 m3 d'eau. La zone inondée est encore bien détectable par photographie aérienne.
L'inondation aurait été encore plus catastrophique si tout le bief d'Uelzen s'était vidangé par la brèche ; mais l'exploitant est parvenu à interposer un batardeau de secours à Erbstorf. Le bief amont d'Uelzen constituait à la vérité le principal danger, car la porte de garde (un batardeau en palplanches) la plus proche se trouve à 25 km en amont, à Jastorf, au sud de Bad Bevensen. Pour stopper l'épanchement de ce bief, on tenta d'abord de ballaster une barge en travers du canal, mais les amarres se rompirent sous le débit ; il fallut recourir aux chars lourds de la Bundeswehr : au bout de 15 heures, une digue provisoire était rétablie, faite de bouts de ferraille, de sacs de sable, de pierres et de matériau de remblai.
Le canal, réparé, a été rendu à l'exploitation au mois de juin 1977.
Depuis la Réunification allemande, ce canal constitue, non seulement un raccourci entre le nord de l'Elbe et l'ouest du Mittellandkanal, mais également un moyen de raccorder l'est du Mittellandkanal lorsque l'Elbe est à l'étiage entre Schnackenburg et Magdebourg.

## Tracé et gabarit

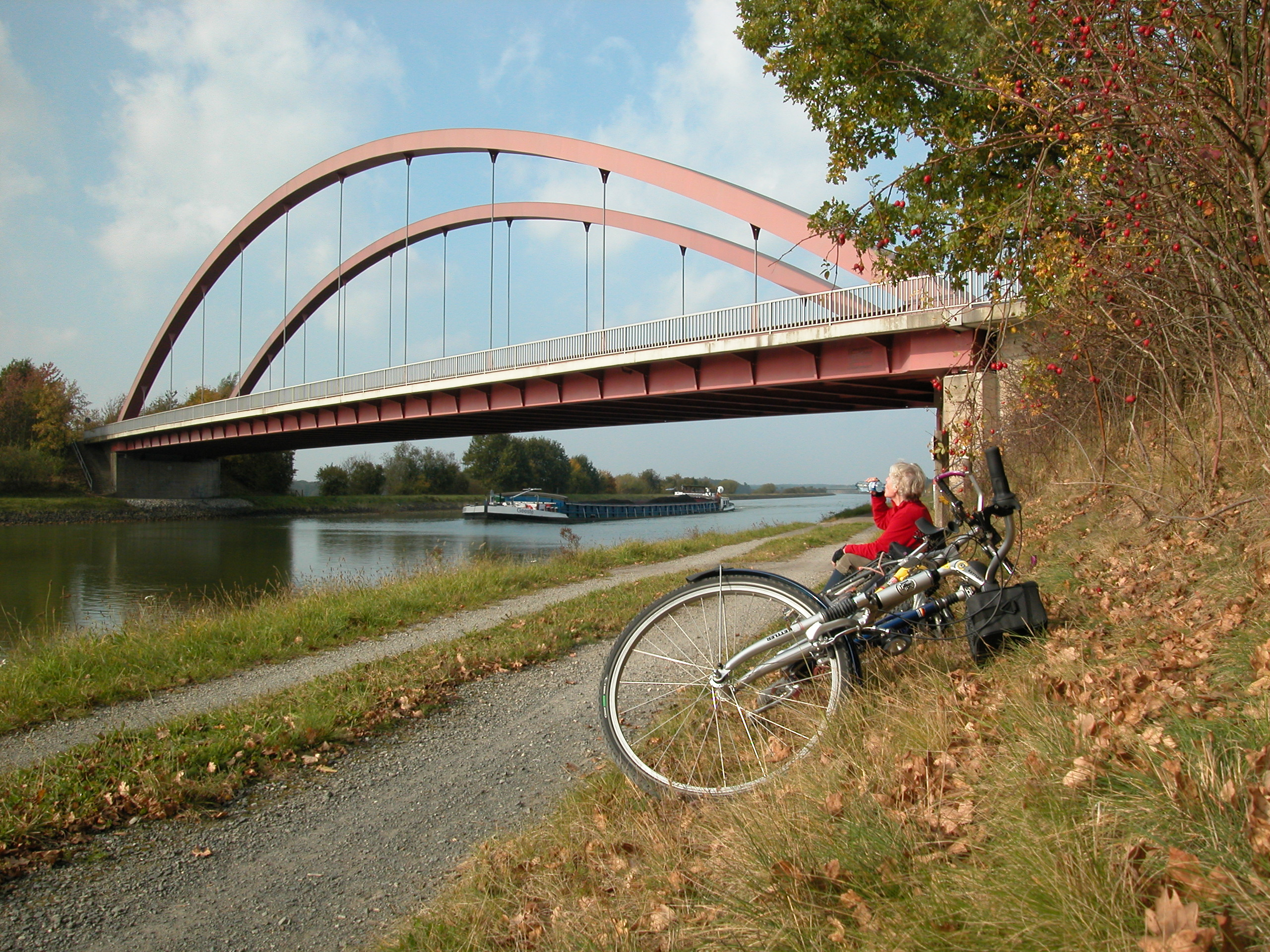
Le viaduc entre Altenmedingen et Edendorfn au PK 86

Le canal présente une longueur de 115,14 km, une profondeur comprise entre 4 et 4,50 m et une largeur au miroir variant entre 54 et 70 m. Le Point kilométrique 0 se trouve à la confluence avec le Mittellandkanal. Le canal rachète une dénivelée de 61 m entre la retenue amont de l'Elbe à Geesthacht et le bief de partage, par deux écluses. Le bief de partage de l'ESK, en amont d'Uelzen, communique avec le bief de partage du Mittellandkanal. L'essentiel du canal a été conçu selon un profil normal de type trapézoïdal, d'une largeur au miroir de 53 m. Sur de longues distances, par exemple à hauteur d'Isenbüttel, le canal passe en remblai, ce qui signifie que le niveau du canal est supérieur à celui de la plaine environnante. Il faut, par conséquent, franchir les rivières, les voies routières et ferroviaires par des ponts canaux.
Il y a plusieurs estacades d'attente tout au long du bief de partage : Osloß, Weißes Moor et Bad Bodenteich et un port à Wittingen. D'autres estacades ont été aménagées sur les versants du canal : aux écluses d'Uelzen et près de l'ascenseur à bateaux de Scharnebeck à Bad Bevensen et Wulfstorf (près de Bienenbüttel). Des ports fluviaux ont vu le jour à Uelzen et Lunebourg. Les derniers biefs ne sont pas équipés, en revanche.
L'alimentation en eau douce du canal, nécessaire non seulement pour compenser la consommation des éclusées, mais aussi pour l’industrie l'agriculture et tout le Mittellandkanal, est assurée par pompage dans l'Elbe, grâce à des stations de pompage sur les deux versants.
Le canal latéral à l'Elbe est un canal de classe Vb, ce qui permet le transit des chalands suivants :
- convoi poussé: longueur 185 m, largeur au bau 11,40 m, tirant d'eau 2,80 m, port en lourd env. 3 500 t ;
- Grands automoteurs (GMS): longueur 110 m, largeur au bau 11,40 m, tirant d'eau 2,80 m, port en lourd env. 2 100 t (mais le trafic de longue distance est limité aux chalands d'une longueur de 100 m à cause du gabarit limitatif de l'ascenseur de Scharnebeck).

## Les ouvrages d'art

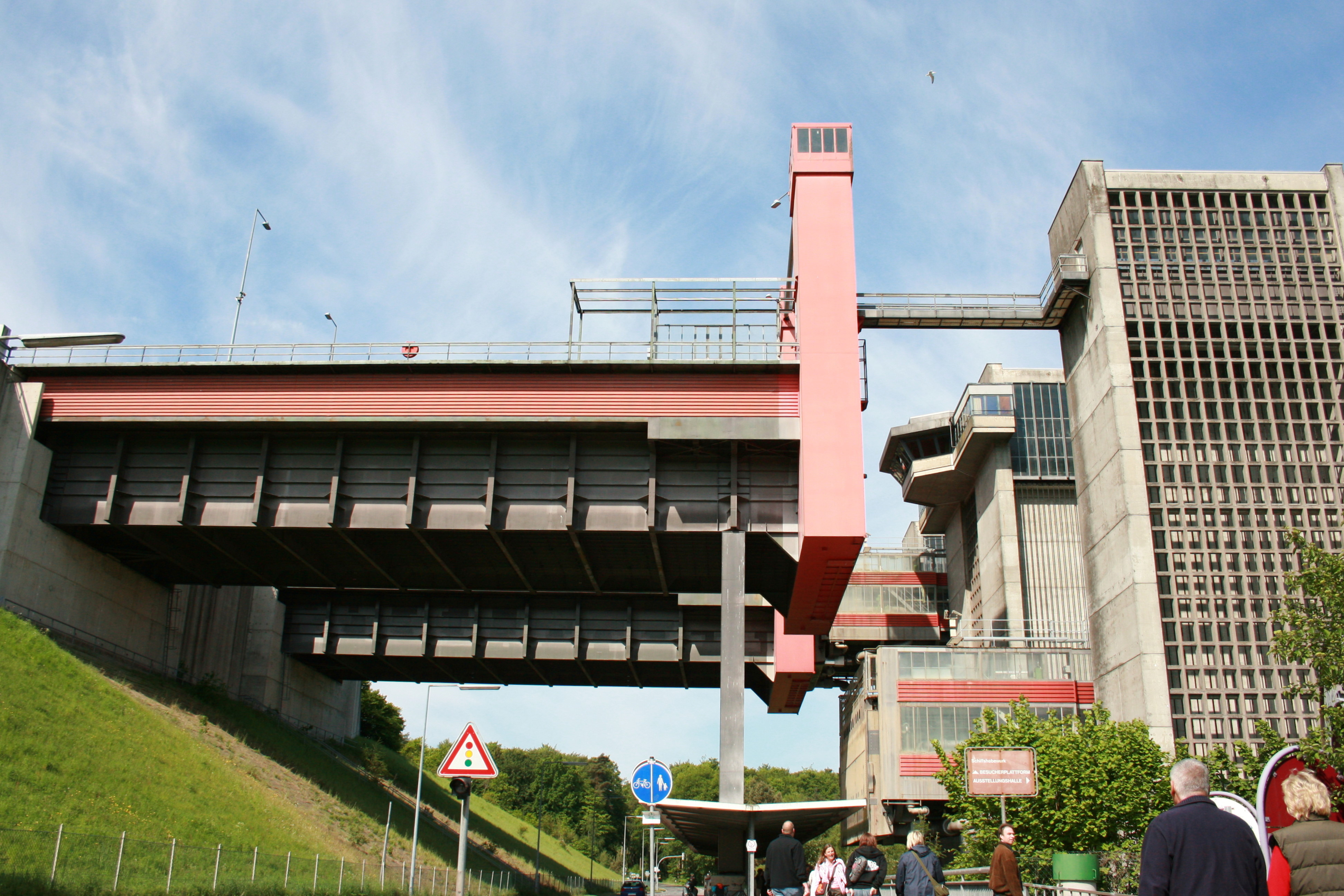
L'ascenseur à bateaux de Lunebourg: on voit le pont canal entre l'avant-port amont, l'avant-port aval et les Trögen

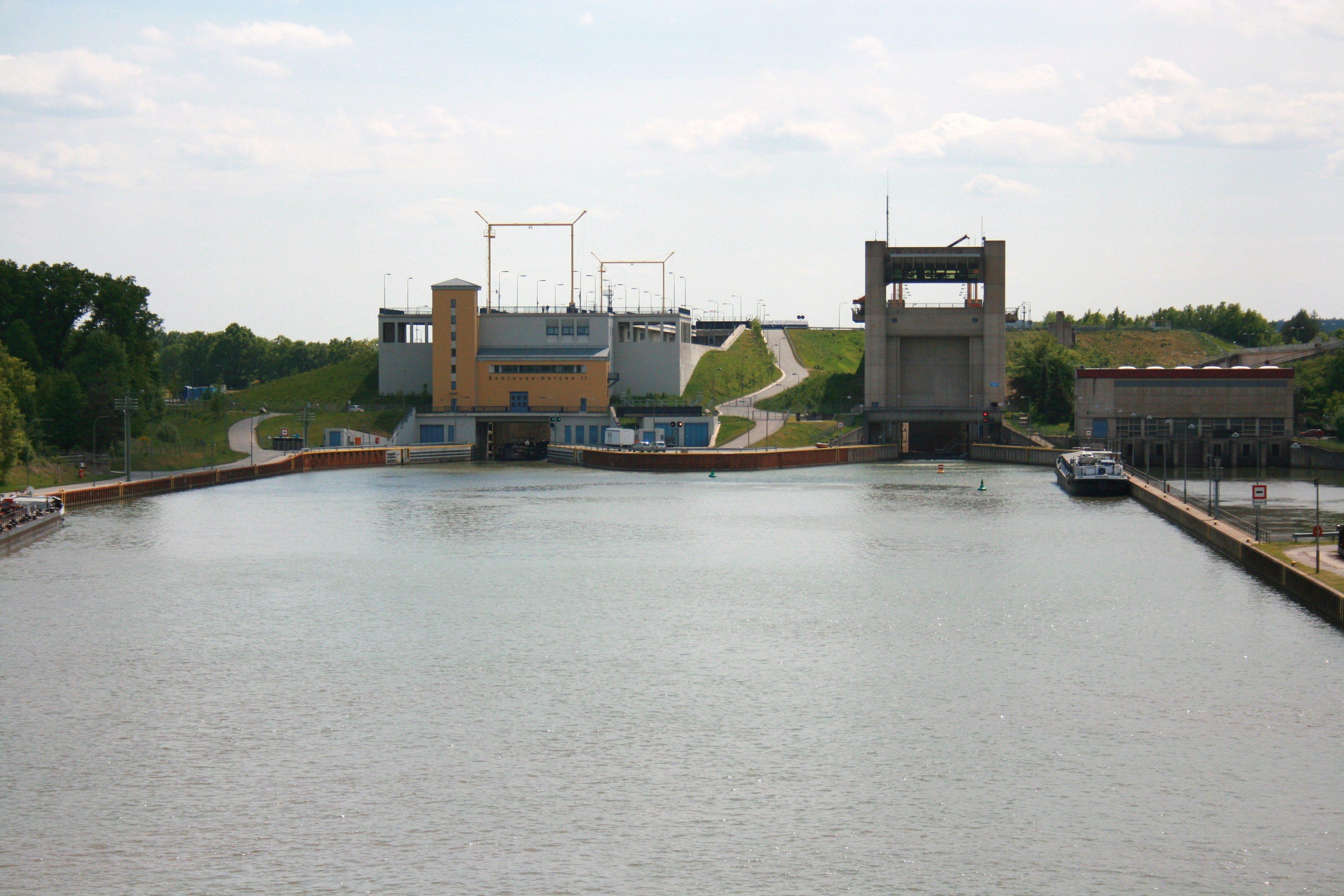
L'écluse double d'Uelzen I (à droite) et II (à gauche)

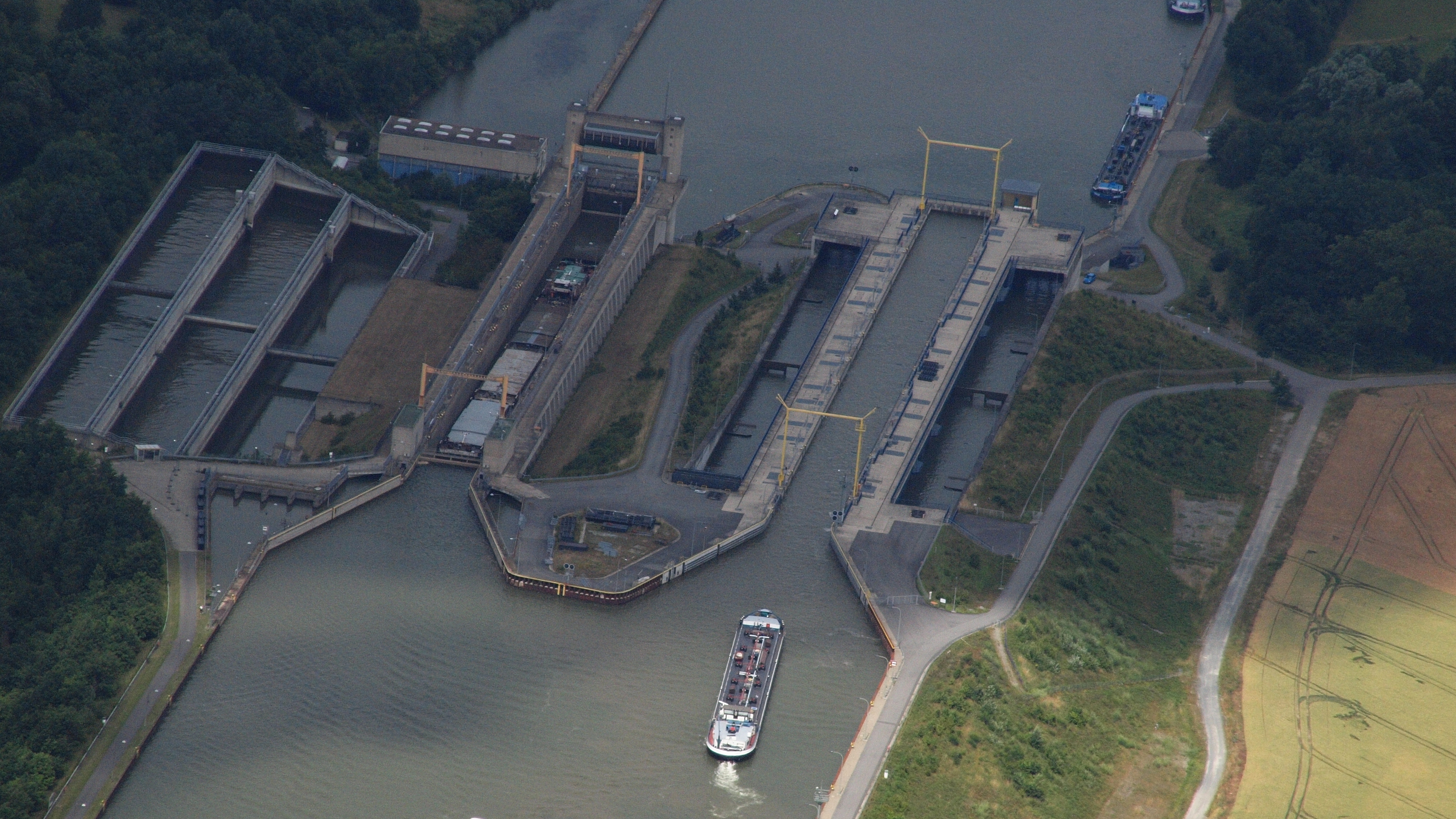
L'écluse d'Uelzen en vue aérienne (2014)

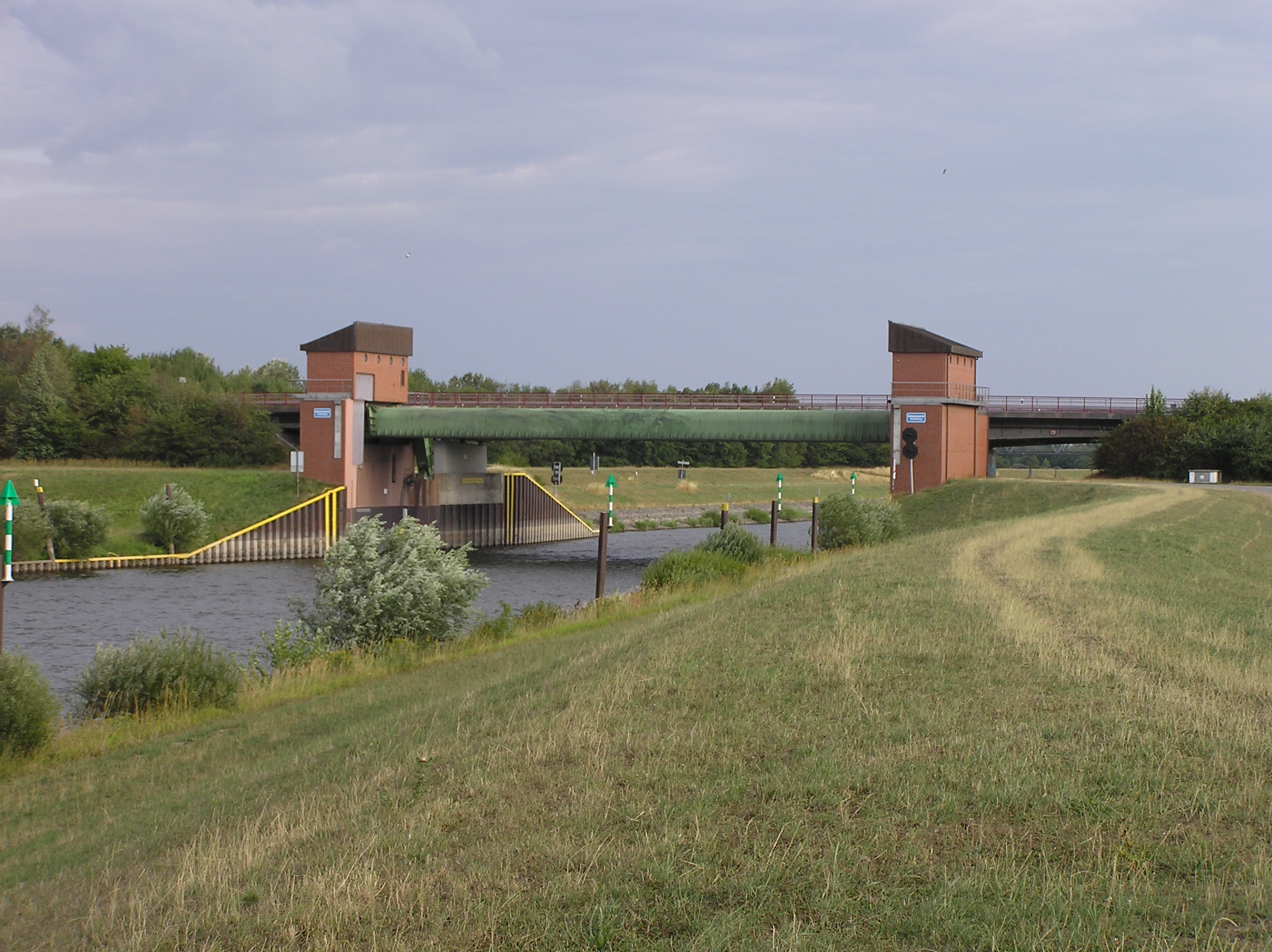
La porte de garde d'Artlenburg

### L'ascenseur à bateaux de Scharnebeck
L'ascenseur à bateaux de Scharnebeck près de Lunebourg (PK 106,16), avec une chute de 38 m, n'est plus aujourd'hui que le second ascenseur à bateaux d'Europe. C'est une infrastructure mobile à deux sas indépendants. Chacune des caisses est longue de 105 m et large de 12 m, mais la réglementation sur les chocs de bateau contre les portes de garde n'autorise que les navires de 100 m. À l'époque de sa construction, le navire de projet était l’automoteur RHK, long de 85 m , d'une largeur au bau de 9,50 m. Si les sas étaient bien suffisants pour de tels chalands, les Grands rhénans d'aujourd'hui, longs de 110 m, voire de 135 m, ne peuvent plus transiter. Les convois poussés doivent être dételés ou ballastés afin d'accommoder les restrictions de gabarit à 100 m. La perte de charge qui en résulte absorbe tout le bénéfice des sas des écluses d'Uelzen, longs de 190 m.

### Les écluses d'Uelzen (écluses I et II)
L’écluse à grand gabarit d'Uelzen n° I (PK 60,62) rachète une dénivelée de 23 m. Ses dimensions : sas long de 185 m et large de 12 m, lui permettent d’écluser des automoteurs Grands rhénans et des super-grands rhénans. C’est une écluse à bassins d'épargne : à chaque éclusée, les trois-cinquièmes de l’eau dirigée est stockée dans trois bassins tampon, et réintroduite lorsqu’il faut rétablir le niveau du sas à la retenue amont de l’écluse ; ainsi, seul 40 % d’une « bassinée » est réellement vidangée dans le bief aval. L’écluse est équipée d'une station de pompage, qui permet de recharger le bief amont chaque nuit, hors des heures d’exploitation.
Du fait de l’accroissement continu du trafic fluvial sur le canal latéral à l’Elbe, et de l’âge de l’écluse d'Uelzen I , le service fédéral de la navigation a doublé cette écluse et le deuxième sas a été mis en service au mois de décembre 2006. La nouvelle écluse est légèrement plus grande (190 m×12,50 m), ce qui lui permet de faire transiter des convois poussés de deux barges.

### Les portes de garde
Le bief aval de l'ascenseur est protégé des crues dévastatrices de l'Elbe par la porte de garde d'Artlenburg (PK 114,74), à concurrence d'une montée des eaux de NN + 8 m. Afin de parer à la rupture d'un des barrages de retenue du canal, d'autres portes de garde ont été construites à Wasbüttel (PK 0,97), Osloß (PK 9,72), Wieren (PK 56,32) et Erbstorf (PK 103,72).

### Franchissements
Huit lignes de chemin de fer, 65 voies routières et chemin traversent le canal, grâce aux 55 ponts et 14 passages souterrains (certains desservant plusieurs modes) qui recoupent son tracé.
À quelques kilomètres au nord de l'embranchement avec le Mittellandkanal, la ligne Lehrte – Berlin (antenne de la LGV Hanovre - Berlin) passe sous le canal par un tunnel de 965 m creusé en 1974, qui est le plus long tunnel ferroviaire du Nord de l'Allemagne.
La hauteur libre du canal latéral à l'Elbe est de 5,25 m à la retenue normale.

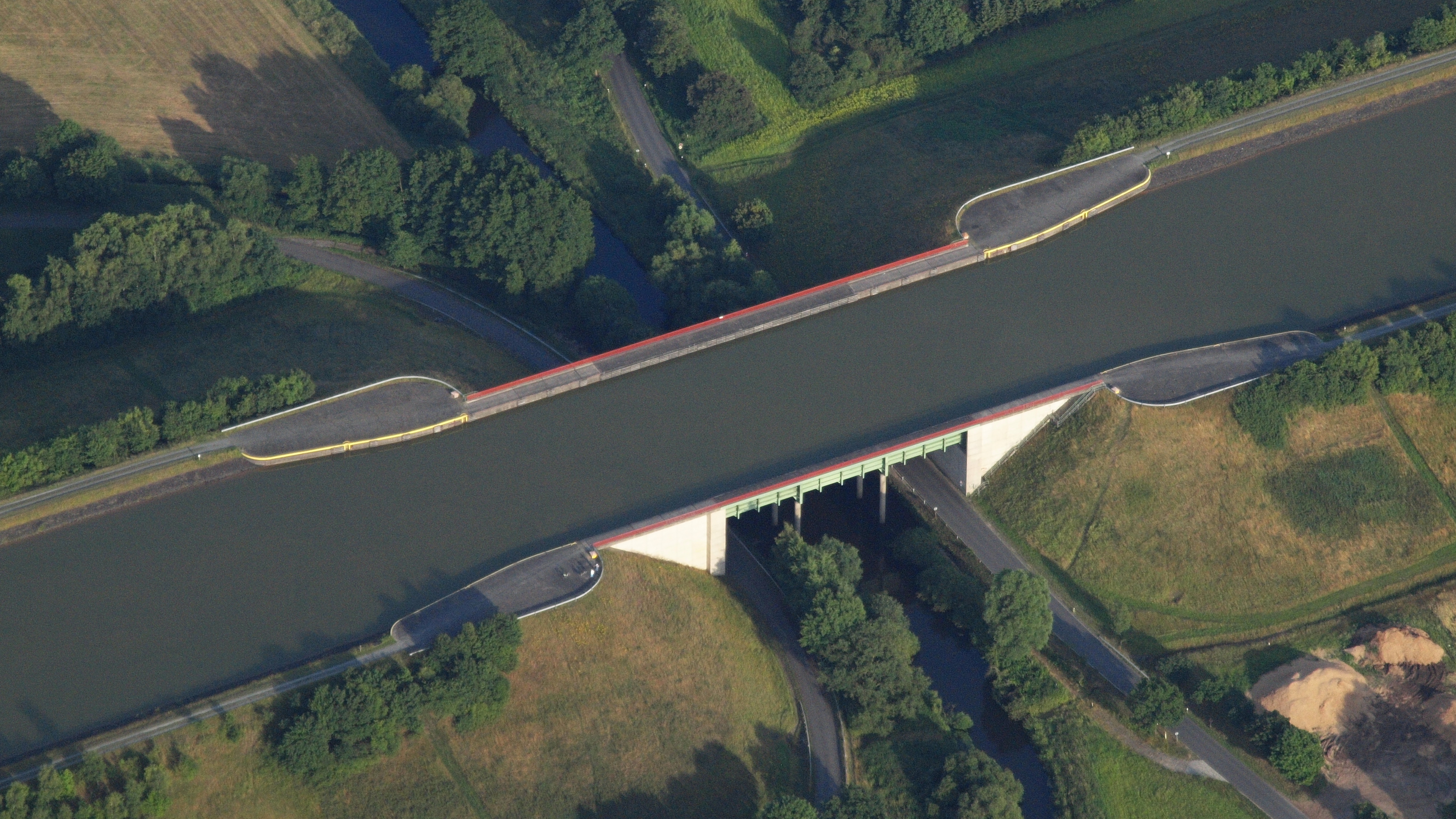
Photo aérienne du pont-canal d'accès à l'écluse d'Uelzen (2014)

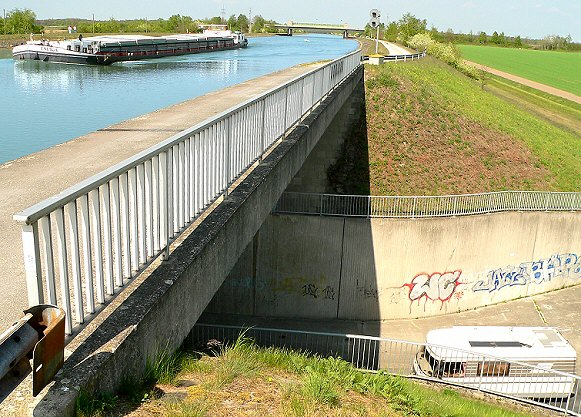
Passage du canal au-dessus de la B 188 à Gifhorn

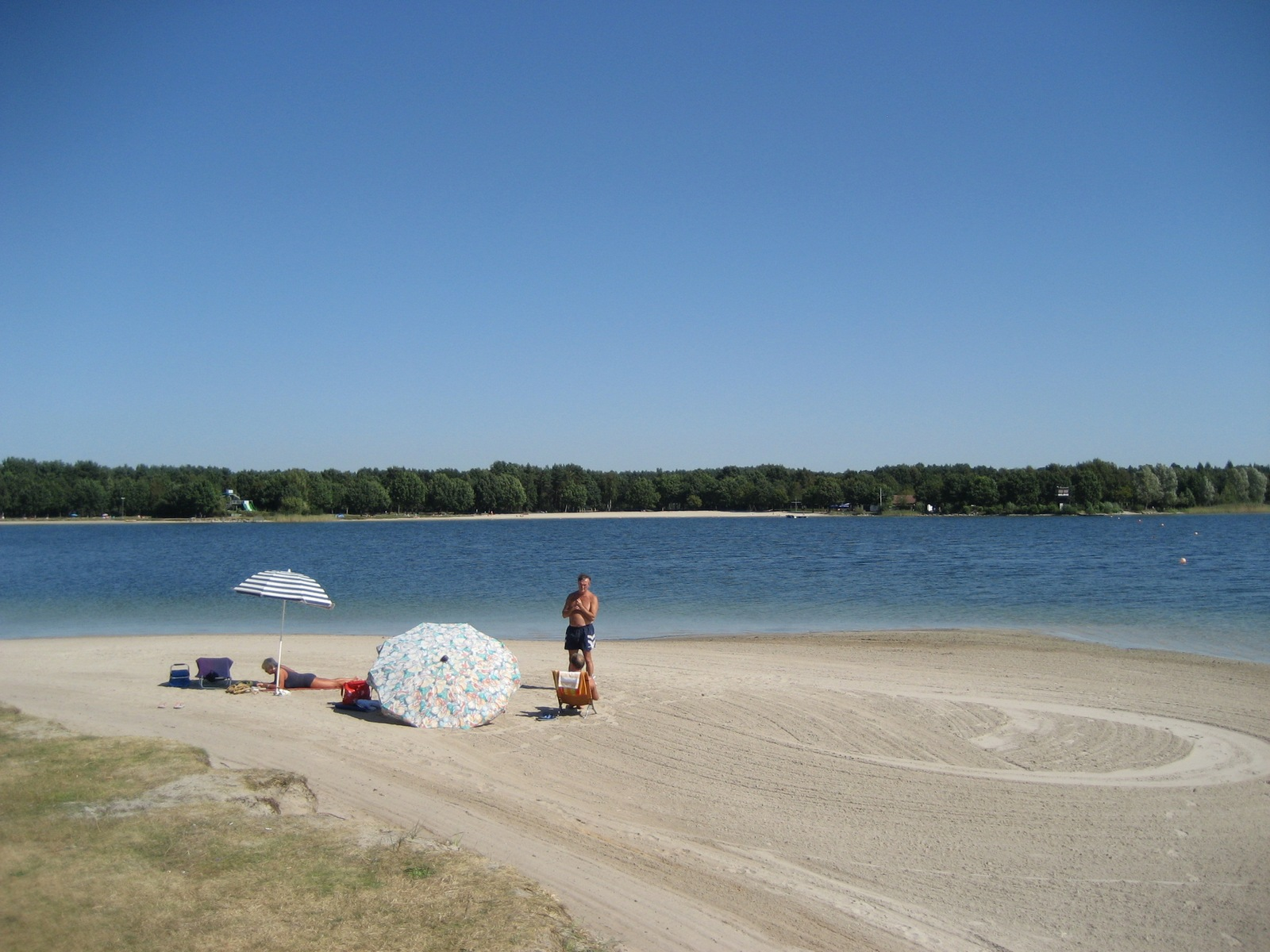
La gravière de Tankum, à Isenbüttel, est une conséquence de l'extraction de matériau pour former les digues du canal.

Le canal croise onze rivières et canaux différents, 14 grandes buses et douze fossés agricoles. Ces intersections sont assurées par deux ponts-canaux (à Aller et Ilmenau), 14 dalots et 16 passages en siphon.

## Exploitation
Pour l’exercice 2015, les chalands en transit à l'ascenseur à bateaux de Lunebourg et à l'écluse d'Uelzen représentaient un fret de 11 millions de tonnes dont 100 000 EVP.
Le trafic du canal a baissé en 2009 de 905 000 t (10,4 %) par rapport à 2008, soit 7,819 millions de t. C'était la première fois depuis 2005 qu'il était sous la barre des 8  millions de t. La part du trafic de transit était de 7,35  millions de t (env. 94 %). Le trafic local (490 000 t) consistait en produits agricoles, fourrage, sable et graves, houille et coke, métaux, minerais et produits chimiques avec en 2009 une forte baisse du transport de pétrole. La crise de 2009 a particulièrement touché les ports d'Uelzen, de Wittingen et de Lunebourg .
Le trafic de conteneurs était en 2009 de 70 047 EVP en forte baisse par rapport à 2008 (79 855 EVP) d'environ 14 %. Pour l’exercice 2014, le trafic de conteneurs s'est redressé au point de passer pour la première fois la barre des 80 000 EVP, et en 2015, avec une hausse de 20 %, a pratiquement atteint les 100 000 EVP.

## Villes et localités desservies par le canal latéral à l'Elbe
Du Sud au Nord :
- Communauté urbaine d'Isenbüttel
- Communauté urbaine de Boldeck-région
- Sassenburg
- Communauté urbaine d'Hankensbüttel
- Schönewörde
- Wittingen
- Communauté urbaine d'Aue
- Uelzen
- Bad Bevensen
- Bienenbüttel
- Wendisch Evern
- Lunebourg
- Scharnebeck
- Adendorf
- Artlenburg

## Manifestations
Chaque année un marathon presque réglementaire (40 km au lieu 42,2 km) est organisé par l'Association du marathon de Stüde, sur le chemin de halage ouest. Le parcours part et aboutit à Stüde (Arrondissement de Gifhorn) avec demi-tour à Wittingen.
Les berges du canal sont équipées sur toute leur longueur de pistes cyclables : on peut ainsi aller en scooter du Mittellandkanal à l'Elbe.